# Le Chalet-à-Gobet (Pass)
Der Col du Chalet-à-Gobet ist Teil der Hauptstrasse 1, früher der wichtigsten Strassenverbindung zwischen der französischsprachigen und der deutschsprachigen Schweiz.
Vom Genfersee her kommend erreicht man auf dem Col du Chalet-à-Gobet die Ebene des Schweizer Mittellandes. Die Passhöhe liegt auf einer Wasserscheide zwischen Rhein und Rhone im zur Stadt Lausanne gehörenden, gleichnamigen Weiler Le Chalet-à-Gobet.